# Cacostola vanini
Cacostola vanini là một loài bọ cánh cứng trong họ Cerambycidae.